# Now, Now

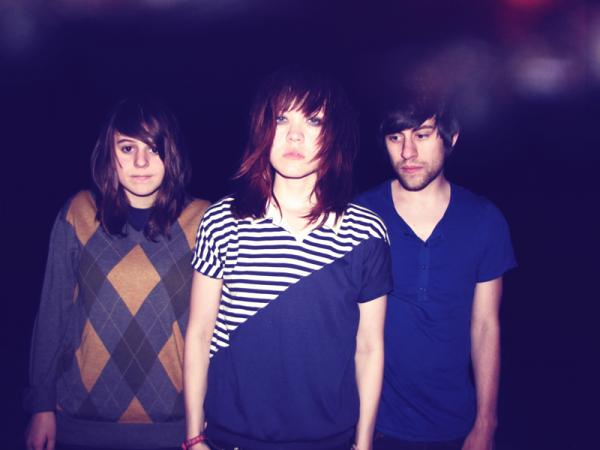
Now, Now

Now, Now, anteriormente conhecida como Now, Now Every Children e abreviada como NNEC, é uma banda de indie rock norte americana, formada em  Blaine, Minnesota e com sede em Minneapolis.
A banda é composta por Cacie Dalager (vocals, guitarra, teclado); Bradley Hale (bateria, backing vocal); Jess Abbott (guitarra, vocals), e ocasionalmente para shows os membros Britty Hale (teclado) e Christine Sako (baixo).

## Integrantes
Cacie Dalager - Vocal, guitarra e teclado. (2003 - Presente)
Bradley Hale - Bateria e vocal de apoio. (2003 - Presente)
Jess Abbott - Guitarra e vocal de apoio. (2009 -2017)

## Discografia

### Álbuns
- Cars (2008) - Afternoon Records
- Threads (2012) - Trans- Records
- Saved (2018) - Trans- Records

### EPs
- Not One, But Two (2008) - Afternoon Records
- In The City (2008) - Afternoon Records
- Neighbors (2010) - No Sleep Records
- Dead Oaks (2012) - Trans- Records

### Remix álbuns
- Neighbors: The Remixes (2011) - No Sleep Records
- Threads Remixed (2014) - Trans- Records